# Hilarempis completa
Hilarempis completa är en tvåvingeart som först beskrevs av Friedrich Hermann Loew 1858.  Hilarempis completa ingår i släktet Hilarempis och familjen dansflugor. Inga underarter finns listade i Catalogue of Life.